# Max Küpfer

Max Küpfer (ca. 1920)

Max Küpfer (* 19. Mai 1888 in Zürich; † 25. Juni 1940 ebenda; heimatberechtigt in Lauperswil und ab 1896 in Zürich) war ein Schweizer Hochschullehrer und Zoologe.

## Leben
Max Küpfer war der Sohn des Apothekers Karl Theodor und der Maria Susanna, geborene Hennemann. Er begann Medizin zu studieren und wechselte später zur Zoologie, in der er 1916 promovierte. Anschliessend war er an der Universität Zürich und ab 1921 an der ETH Zürich als Assistent tätig. Nach der Habilitation war er von 1921 bis 1925 Privatdozent für Anatomie und Physiologie der Haustiere und anschliessend bis 1928 Titularprofessor. Zwischen 1925 und 1926 machte er einen Forschungsaufenthalt in Südafrika. Von 1928 bis 1933 arbeitete er als ordentlicher Professor für spezielle Zoologie an der ETH Zürich.
1933 stellte er seine Lehrtätigkeit ein, um sich in einem privaten Labor beim Zürcher Schlachthof vermehrt der Forschung zu widmen. Küpfer beherrschte modernste morphologische Arbeitstechniken und befasste sich vor allem mit entwicklungsgeschichtlichen Themen. Ab 1911 war er Mitglied der Zürcher Naturforschenden Gesellschaft.
Der Nachlass von Max Küpfer befindet sich im Hochschularchiv der ETH Zürich.